# Jericho Sims
Jericho Eduard Sims (Minneapolis, 20 ottobre 1998) è un cestista statunitense, professionista nella NBA con i Milwaukee Bucks.

## Carriera
Dopo aver trascorso la carriera collegiale con i Texas Longhorns, nel 2021 si dichiara eleggibile per il Draft NBA, venendo chiamato con la cinquantottesima scelta assoluta dai New York Knicks.

## Statistiche
| † | Denota le stagioni in cui ha vinto il titolo |

### NCAA
| Anno       | Squadra         | PG  | PT | MP   | TC%  | 3P% | TL%  | RP  | AP  | PRP | SP  | PP  |
| ---------- | --------------- | --- | -- | ---- | ---- | --- | ---- | --- | --- | --- | --- | --- |
| 2017-2018  | Texas Longhorns | 34  | 11 | 18,5 | 60,7 | 0,0 | 42,6 | 3,9 | 0,2 | 0,3 | 0,5 | 5,0 |
| 2018-2019† | Texas Longhorns | 35  | 16 | 14,9 | 56,9 | -   | 60,0 | 3,6 | 0,2 | 0,2 | 0,5 | 4,2 |
| 2019-2020  | Texas Longhorns | 24  | 24 | 27,3 | 65,8 | -   | 59,2 | 8,2 | 0,8 | 0,4 | 1,2 | 9,7 |
| 2020-2021  | Texas Longhorns | 26  | 26 | 24,6 | 69,6 | -   | 52,0 | 7,2 | 0,7 | 0,7 | 1,1 | 9,2 |
| Carriera   | Carriera        | 119 | 77 | 20,5 | 63,9 | 0,0 | 52,4 | 5,4 | 0,4 | 0,4 | 0,8 | 6,6 |

#### Massimi in carriera
- Massimo di punti: 21 vs Oklahoma State-Stillwater (13 marzo 2021)[3]
- Massimo di rimbalzi: 15 (3 volte)
- Massimo di assist: 3 vs California-Berkeley (22 novembre 2019)
- Massimo di palle rubate: 3 vs Oklahoma State-Stillwater (13 marzo 2021)
- Massimo di stoppate: 4 vs Texas Tech (11 marzo 2021)
- Massimo di minuti giocati: 41 vs Texas Christian (10 gennaio 2018)

### NBA

#### Regular Season
| Anno      | Squadra         | PG  | PT | MP   | TC%  | 3P% | TL%  | RP  | AP  | PRP | SP  | PP  |
| --------- | --------------- | --- | -- | ---- | ---- | --- | ---- | --- | --- | --- | --- | --- |
| 2021-2022 | N.Y. Knicks     | 41  | 5  | 13,5 | 72,2 | 0,0 | 41,4 | 4,1 | 0,5 | 0,3 | 0,5 | 2,2 |
| 2022-2023 | N.Y. Knicks     | 52  | 16 | 15,6 | 77,6 | -   | 75,0 | 4,7 | 0,5 | 0,3 | 0,5 | 3,4 |
| 2023-2024 | N.Y. Knicks     | 45  | 11 | 13,0 | 69,1 | -   | 66,7 | 3,3 | 0,6 | 0,2 | 0,4 | 2,0 |
| 2024-2025 | N.Y. Knicks     | 39  | 5  | 10,8 | 60,9 | -   | 61,5 | 3,3 | 0,6 | 0,2 | 0,3 | 1,6 |
| 2024-2025 | Milwaukee Bucks | 14  | 0  | 15,0 | 68,0 | -   | -    | 4,9 | 0,8 | 0,1 | 0,6 | 2,4 |
| Carriera  | Carriera        | 191 | 37 | 13,5 | 71,4 | 0,0 | 58,5 | 4,0 | 0,5 | 0,2 | 0,5 | 2,4 |

#### Playoffs
| Anno     | Squadra         | PG | PT | MP   | TC% | 3P% | TL%  | RP  | AP  | PRP | SP  | PP  |
| -------- | --------------- | -- | -- | ---- | --- | --- | ---- | --- | --- | --- | --- | --- |
| 2024     | N.Y. Knicks     | 5  | 0  | 5,4  | 100 | -   | 75,0 | 1,6 | 0,2 | 0,4 | 0,2 | 1,4 |
| 2025     | Milwaukee Bucks | 5  | 0  | 11,6 | 100 | -   | 66,7 | 4,0 | 0,2 | 0,0 | 0,2 | 2,8 |
| Carriera | Carriera        | 10 | 0  | 8,5  | 100 | -   | 71,4 | 2,8 | 0,2 | 0,2 | 0,2 | 2,1 |

#### Massimi in carriera
- Massimo di punti: 12 vs Atlanta Hawks (20 gennaio 2023)[4]
- Massimo di rimbalzi: 14 (2 volte)
- Massimo di assist: 3 (2 volte)
- Massimo di palle rubate: 3 vs Denver Nuggets (16 novembre 2022)
- Massimo di stoppate: 3 (3 volte)
- Massimo di minuti giocati: 39 vs Toronto Raptors (10 aprile 2022)

### G League
| Anno      | Squadra        | PG | PT | MP   | TC%  | 3P% | TL%  | RP   | AP  | PRP | SP  | PP   |
| --------- | -------------- | -- | -- | ---- | ---- | --- | ---- | ---- | --- | --- | --- | ---- |
| 2021-2022 | Westch. Knicks | 4  | 4  | 34,8 | 65,7 | -   | 62,5 | 13,3 | 1,3 | 0,8 | 1,0 | 13,3 |
| 2022-2023 | Westch. Knicks | 3  | 3  | 29,6 | 76,9 | 0,0 | 80,0 | 13,0 | 2,3 | 0,3 | 1,7 | 15,7 |
| 2023-2024 | Westch. Knicks | 2  | 2  | 28,6 | 71,4 | -   | 0,0  | 15,0 | 2,0 | 1,0 | 1,5 | 5,0  |
| Carriera  | Carriera       | 9  | 9  | 31,7 | 70,6 | 0,0 | 64,3 | 13,6 | 1,8 | 0,7 | 1,3 | 12,2 |

## Palmarès
- Campione NIT (2019)